# カメラドリー

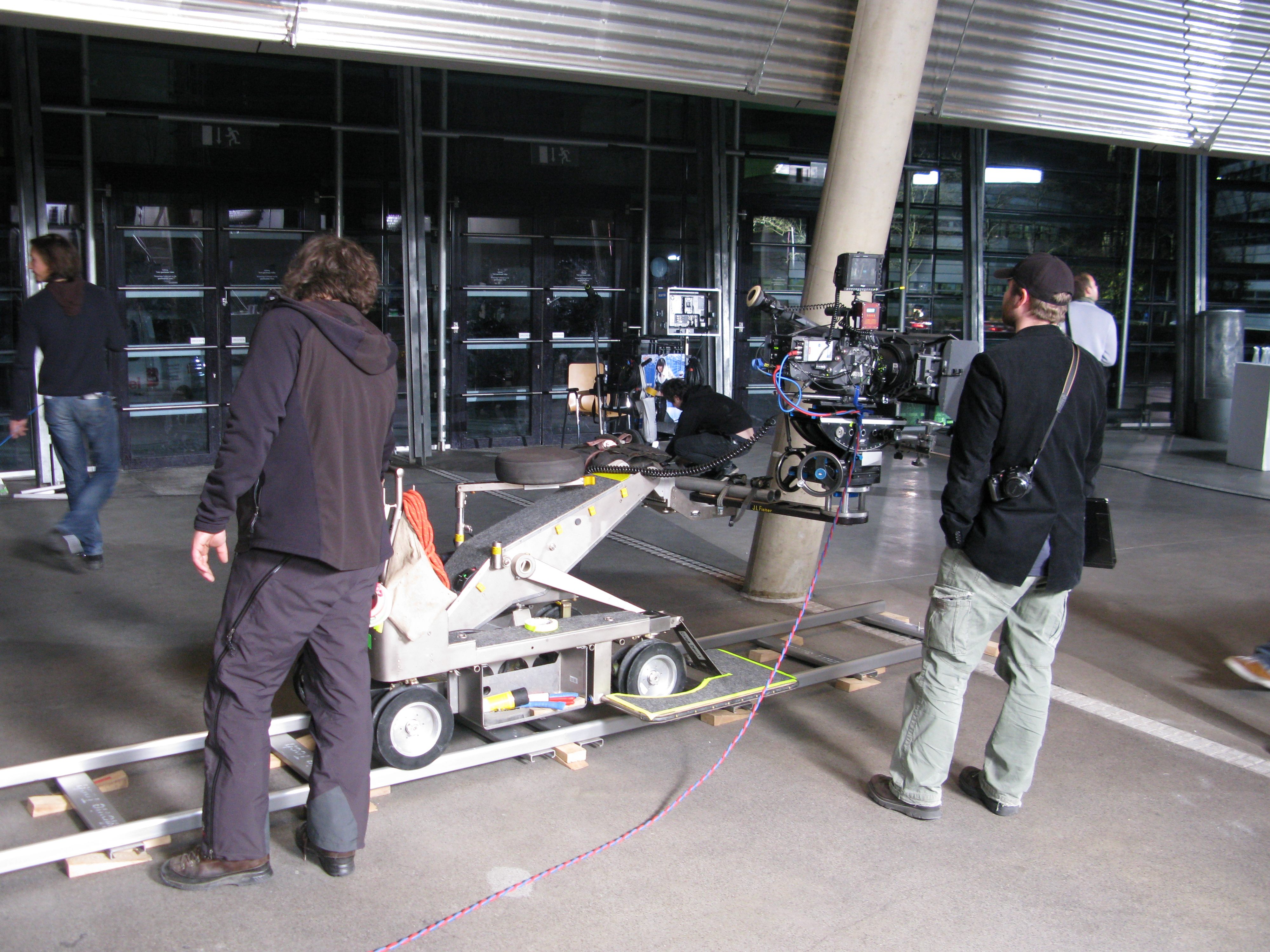
ドリーレールの上に設置されたArriflex D-21カメラ

カメラドリー（単にドリーとも）とは、映画やテレビ番組でカメラを水平に移動させるために使われる、タイヤ付きの台車などのこと。カメラはもちろん、カメラマン（撮影技師）やビデオエンジニアも乗りカメラを操作するほか、特機オペレーターが前後移動のためにドリーを操作する。カメラドリーは、被写体に近付いたり遠ざかったりするシーンや、動く被写体に追随する撮影に使われることが多く、そのような映像は「ドリーショット」と呼ばれる。またドリーの操作者は、前後移動の操作を正確に行えるよう訓練されている。

## 動作
カメラドリーは、あらゆる場所において使用できるようになっているが、通常はよりスムーズな移動のため、専用のレールを用いる。また、クレーンショットを組み合わせ、水平方向の移動と同時に垂直方向の動きを付けることができる映画スタジオも多い。またその場合、ドリーの操作グリップに、クレーンの操作機能を持たせていることもある。
レールを用いずカメラドリーのみを使用する場合は、水平の移動をより自由に行うことができるが、操作はより難しくなる。地面が十分に平らであれば、地面に直接カメラドリーを置き操作できるが、凹凸や段差がある場合は、カメラドリーの動きを滑らかにするため合板とメゾナイトを組み合わせた敷板を用いる。
カメラドリーの移動用に、グリップにはステアリング機構が備えられる。最もよく使われるのは後輪のみをステアリングに用いるやり方で、容易に扱えるやり方として使われている。2つ目として、前輪が後輪と逆向きに動かすやり方があり、円を描いたり、曲がったレール上を移動する際に用いられる。3つ目として、前輪と後輪を同じ方向に向かせ、対角方向の移動を行える、クラブ・ステアリングと呼ばれるやり方がある。
撮影技法として、ズームとカメラドリーによる移動を組み合わせることで、被写体の大きさを変えないまま、撮影の向きを変える効果が生まれる。また、編集を容易にするため、画角を変えずに複数の映像を撮影することができる。

## 種類

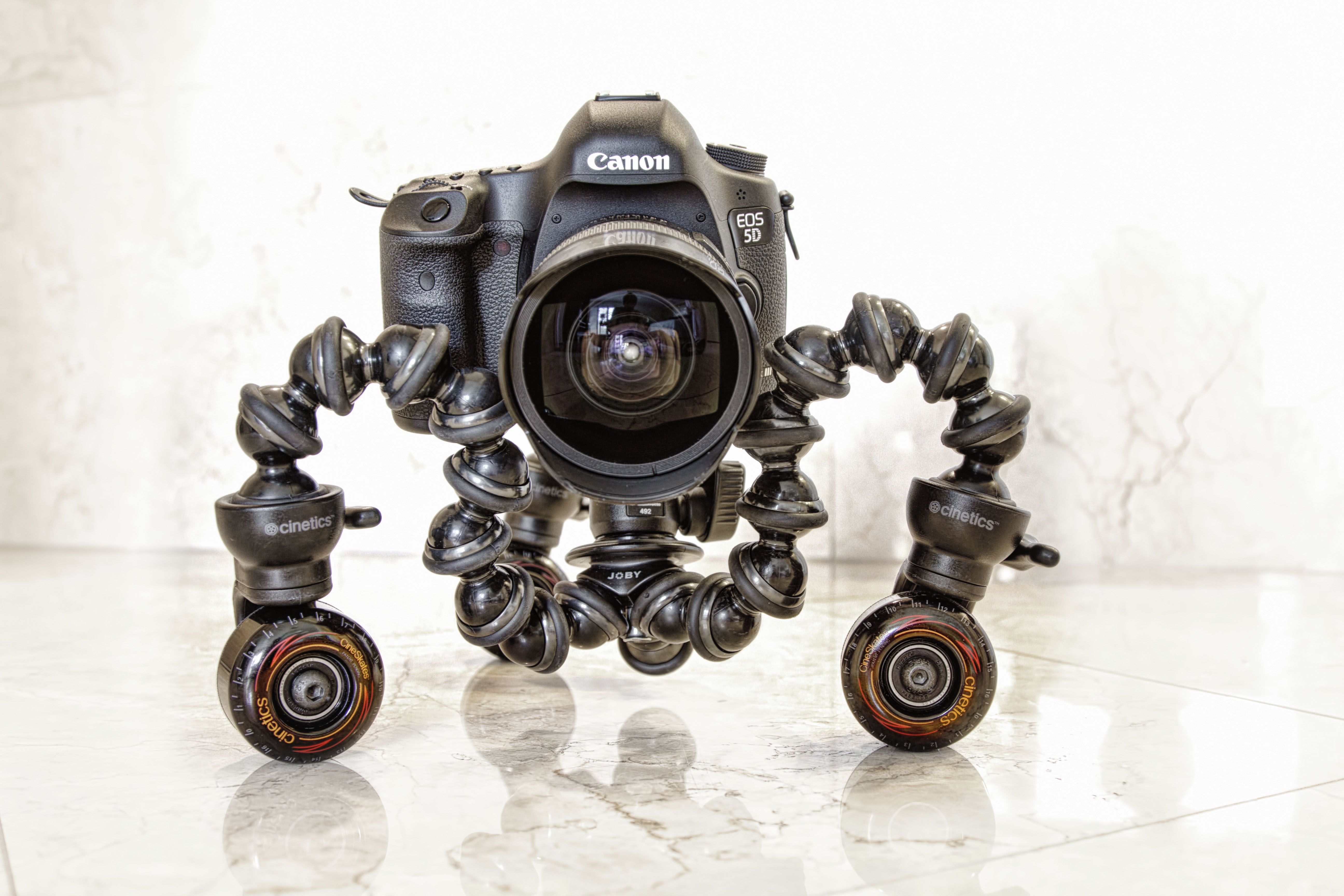
小型カメラ向けのフレキシブルタイプの三脚を基にしたドリー

スタジオに多く設置されるドリーは、安定のため大きく、スムーズな移動のため油圧で操作できる。カメラドリーの操作には専門のスタッフを要し、カメラマンはドリーに乗った状態でカメラを操作する。
軽量のカメラドリーシステムはより簡単で、スタジオカメラよりも軽量なハンディカムコーダーなどに使われる。安価で運搬や操作も容易なため、個人で制作を行う映画監督や、学生に好まれる。カメラドリーにはカメラのみを載せることができるため、カメラマンは追随して動かなければならない。

## レール
重量のあるカメラを撮影に利用する際に用いられるカメラドリーのレールは、スチールやアルミニウム製のものが多い。スチール製はアルミニウム製に比べより重いが、より安価で販売されている。真っ直ぐなレールはもちろん、カーブしたレールも用意されている。軽いカメラには、プラスチック製のレールも用いられる。こちらは金属製より強度は弱いが、軽く持ち運びに優れている。2000年代には、ゴム製で変形可能なためカーブを付けやすく、持ち運びにも優れたレールが広まった。

## ギャラリー

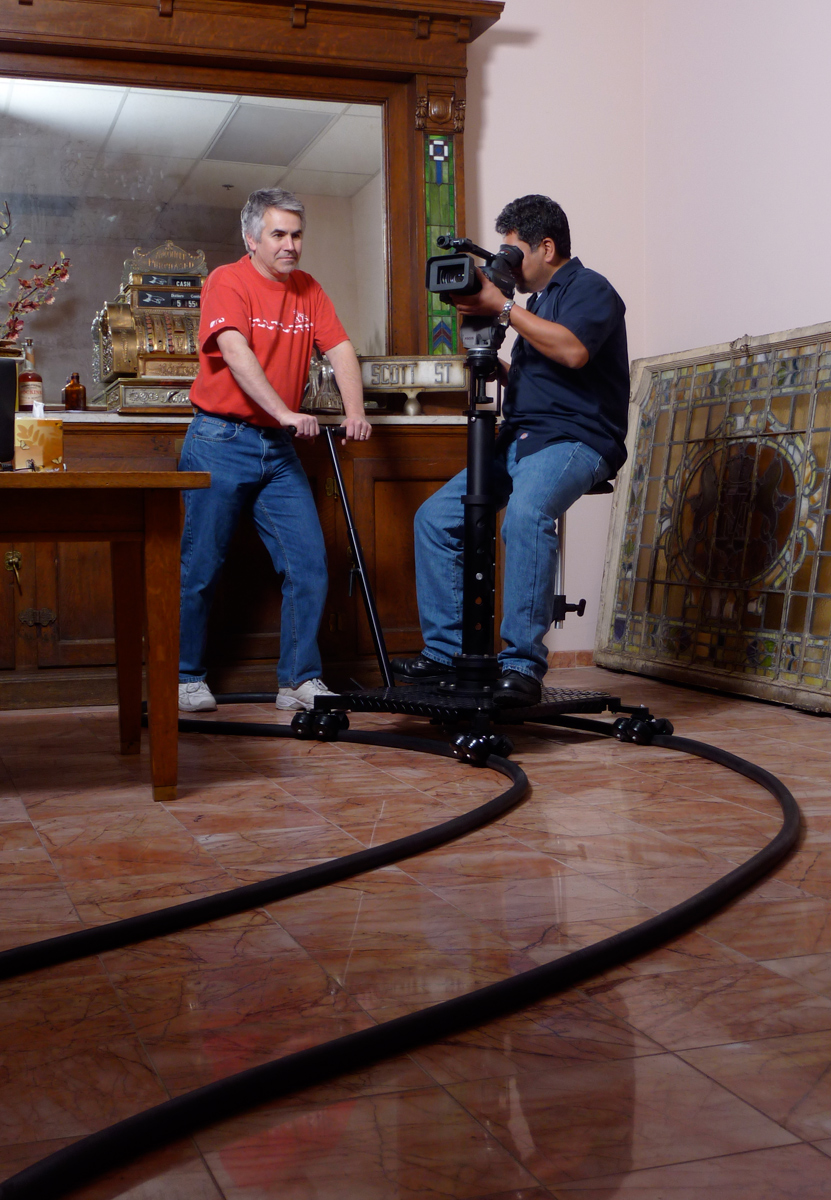
軽量のカメラドリーとゴム製のフレキシブルレール
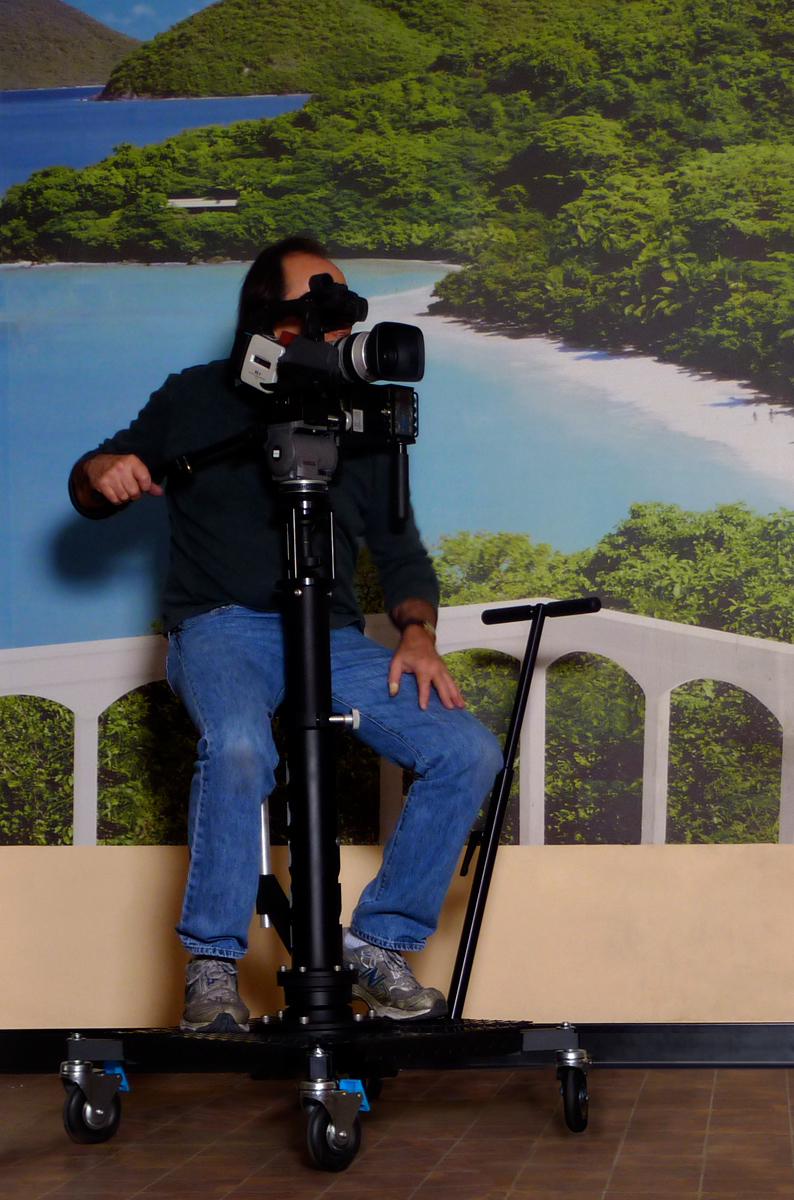
カメラドリーをレール無しで運用している様子
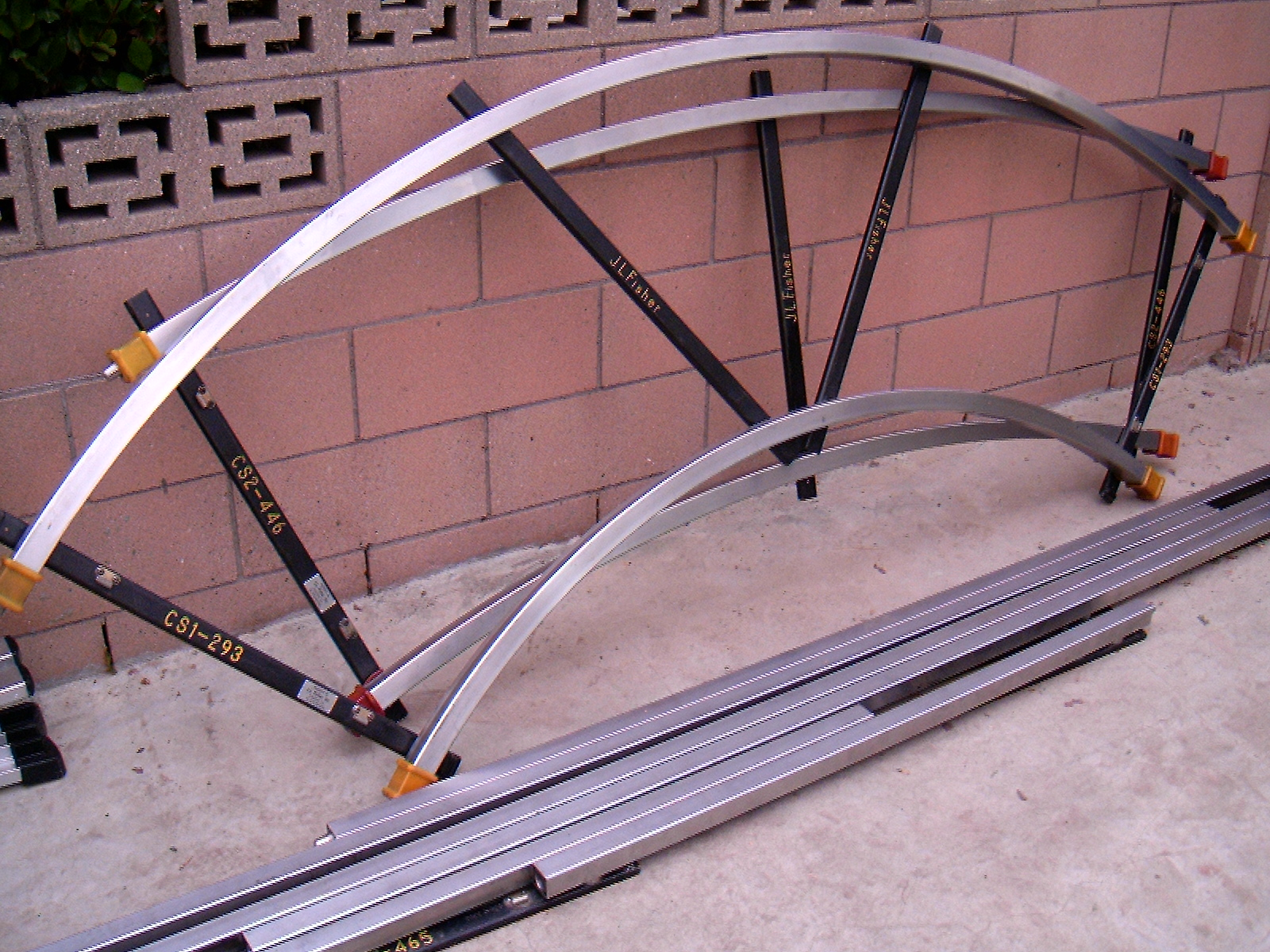
スチール製のカーブレール
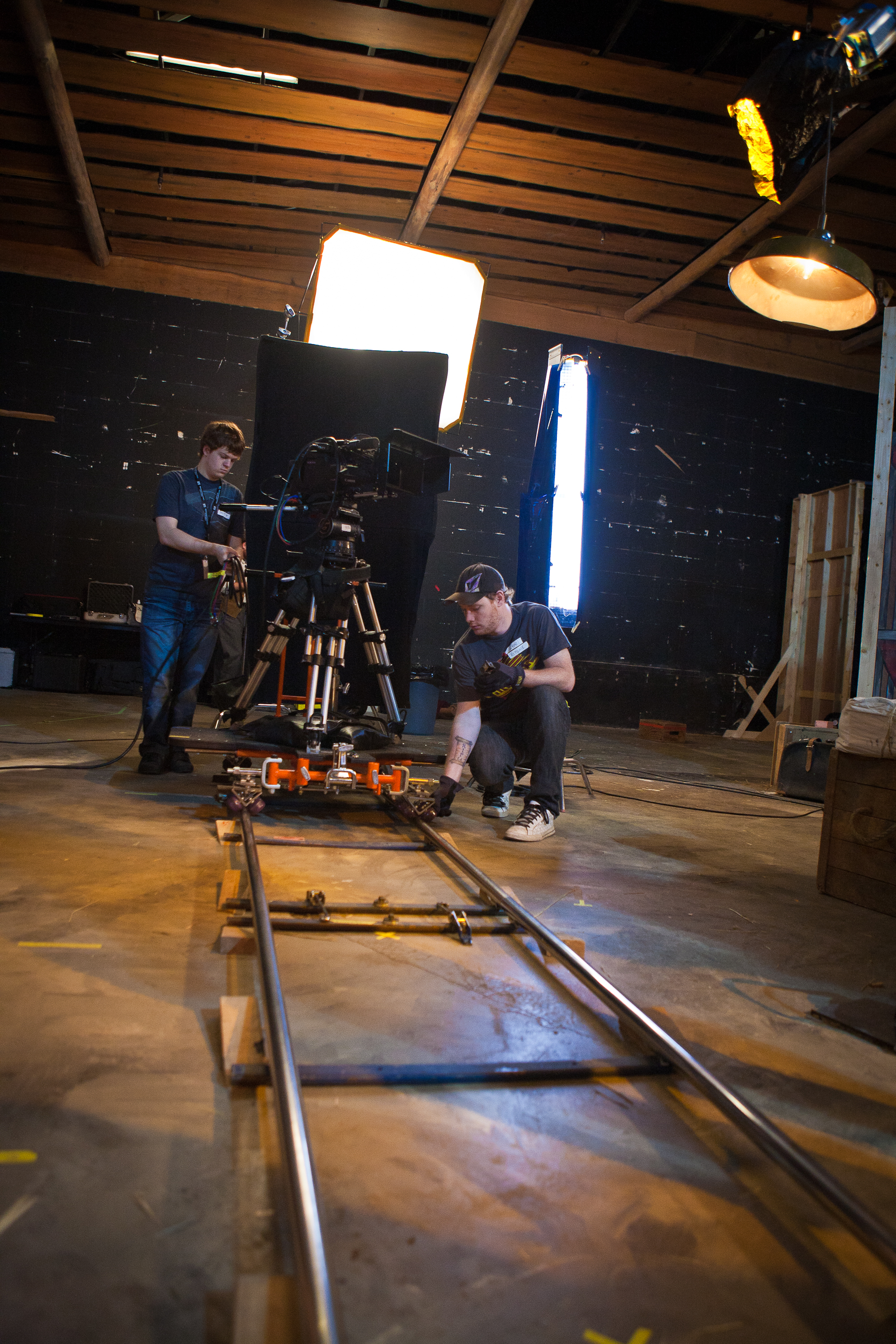
スケートボードに三脚を取り付けたドリー
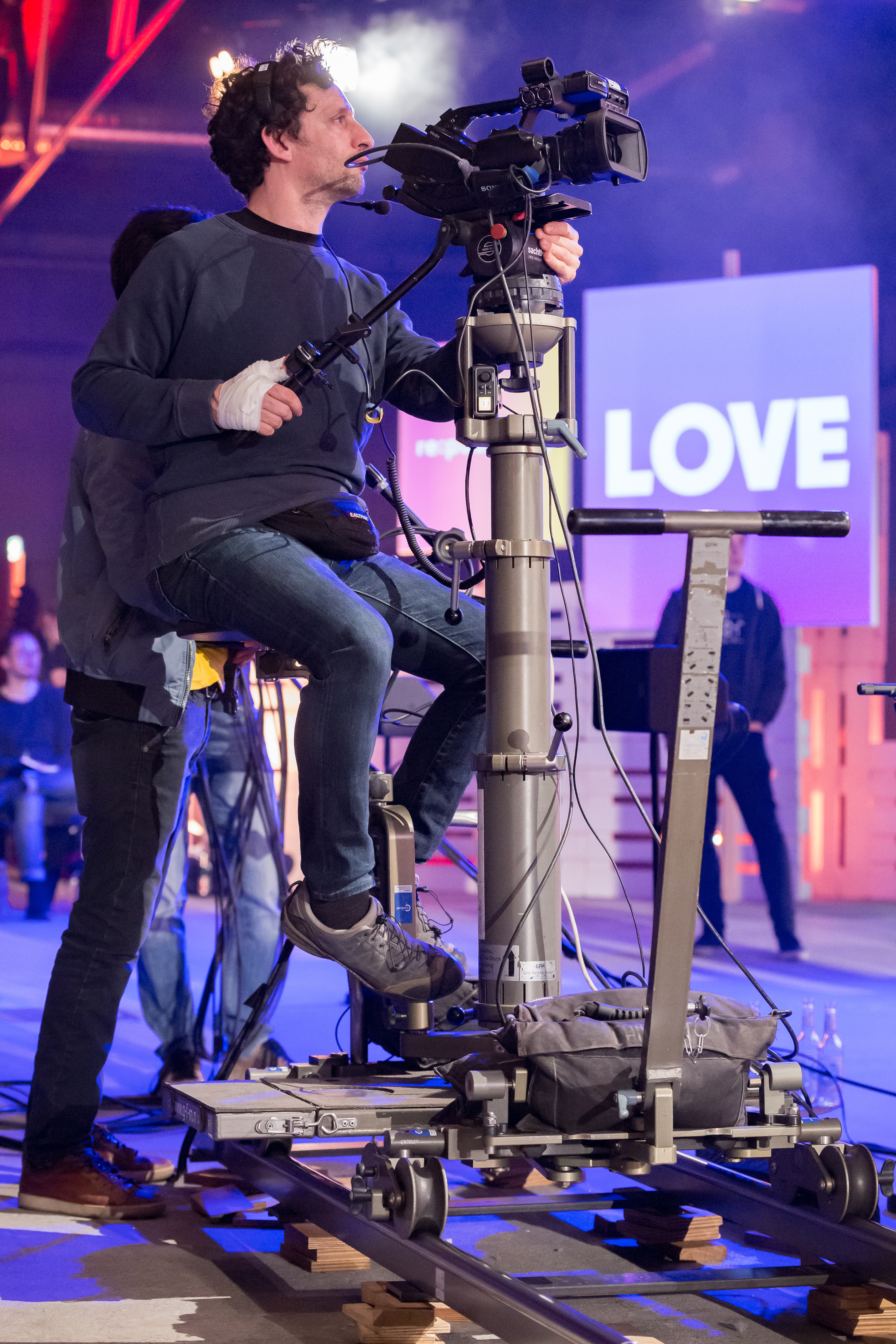
会議において、スチール製のレールとカメラドリーに取り付けられたカメラ